# Le Tombeau de Couperin
Le Tombeau de Couperin est une suite pour piano de Maurice Ravel composée entre avril 1914 et 1917 et créée le 11 avril 1919 par Marguerite Long à la Société de Musique Indépendante (salle Gaveau). Elle comporte six pièces, sur le modèle des suites de danses de l'époque baroque.
L'œuvre porte la référence M.68, dans le catalogue des œuvres du compositeur établi par le musicologue Marcel Marnat.

## Historique

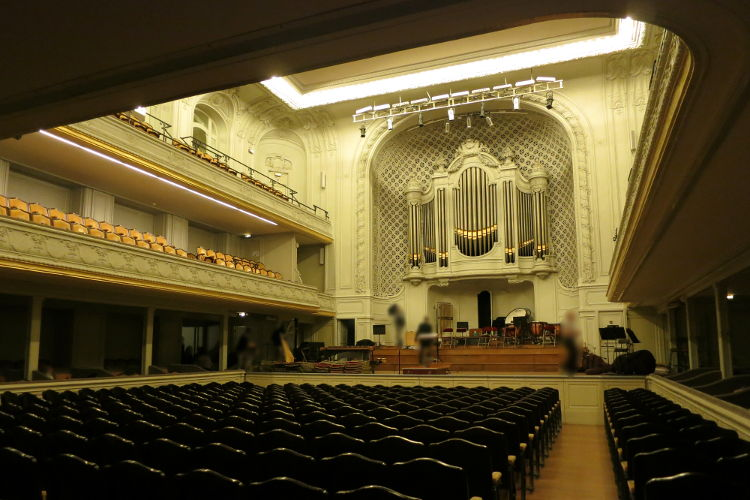
La Salle Gaveau, lieu de création.

Dès le début de la Première Guerre mondiale, Maurice Ravel cherche à s'engager mais, déjà exempté de service militaire en 1895 en raison de sa faible constitution, il est refusé pour être « trop léger de deux kilos » (ne pesant que 48 kg). Le 1er octobre 1914, Ravel écrit à son ami Roland-Manuel « Je commence deux séries de morceaux pour pianos, dont une suite française. Oh non, ce n'est pas ce que vous croyez, La Marseillaise n'y figurera point, il y aura une forlane, une gigue, pas de tango cependant. »
À force de démarches pour être incorporé dans l'aviation, c'est finalement comme conducteur d'un camion militaire qu'il surnomma Adélaïde qu'il fut envoyé près de Verdun en mars 1916.
Victime selon toute vraisemblance d'une dysenterie puis d'une péritonite, Ravel est opéré le 1er octobre 1916 avant d'être envoyé en convalescence puis démobilisé en mars 1917. La nouvelle du décès de sa mère, survenu en janvier 1917, parvient au compositeur alors qu'il est encore sous les drapeaux. Elle le plonge dans un désespoir sans comparaison avec celui causé par la guerre : profondément abattu, il devait mettre plusieurs années à surmonter son chagrin.
Mûrie dès 1914, l'œuvre fut presque entièrement composée en 1917 alors que Ravel, malade, était démobilisé. Il termine Le Tombeau... en juin 1918 à Lyons-la-Forêt, chez madame Dreyfus, sa « marraine de guerre » et la mère de Roland-Manuel.
Le Tombeau de Couperin est créée le 11 avril 1919 à la Salle Gaveau par Marguerite Long. Le succès est tel qu'elle doit bisser intégralement l'œuvre.

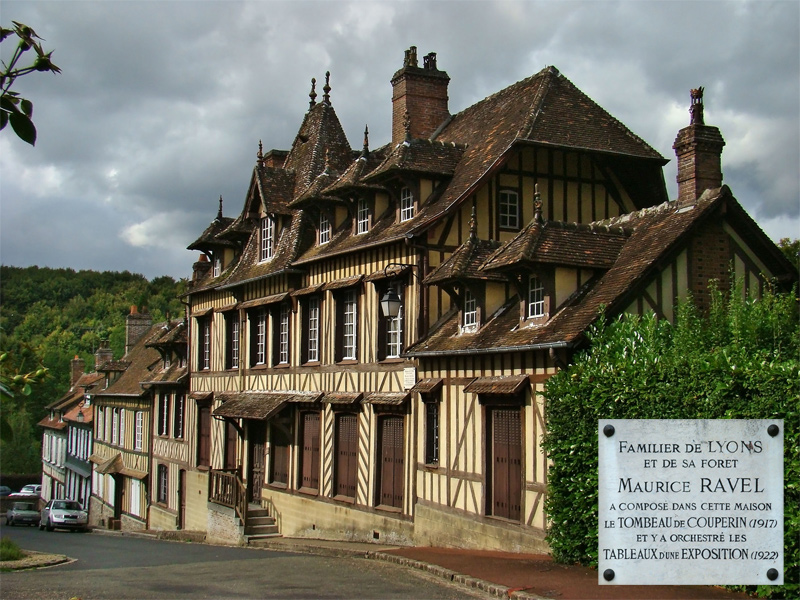
Maison à Lyons-la-Forêt où Ravel composa Le Tombeau de Couperin

## Analyse
| I   | Prélude  | Vif              | 12/16 | = 92       | mi mineur                     | à la mémoire du lieutenant Jacques Charlot   |
| II  | Fugue    | Allegro moderato | 4/4   | = 84       | mi éolien (mode de la sur mi) | à la mémoire de Jean Cruppi                  |
| III | Forlane  | Allegretto       | 6/8   | = 96       | mi mineur                     | à la mémoire du lieutenant Gabriel Deluc     |
| IV  | Rigaudon | Assez vif        | 2/4   | [ note 4 ] | do majeur                     | à la mémoire de Pierre et Pascal Gaudin      |
| V   | Menuet   | Allegro moderato | 3/4   | = 92       | sol majeur                    | à la mémoire de Jean Dreyfus                 |
| VI  | Toccata  | Vif              | 2/4   | = 144      | mi mineur                     | à la mémoire du capitaine Joseph de Marliave |

Le Tombeau de Couperin ancre Ravel dans la tradition française de suites de danses pour le clavecin, initiée par François Couperin ou Jean-Philippe Rameau. Le mot Tombeau dans le titre fait référence à un hommage poétique et musical en usage au XVIIIe siècle. D'après Bruno Guilois, « L’hommage s’adresse moins […] à Couperin lui-même qu’à la musique française du XVIIIe siècle. »
Chacune des six pièces est dédiée à des amis du musicien, tombés au feu au cours de la Première Guerre mondiale.
Prélude
FugueLe sujet de cette fugue à trois voix, d'une durée de deux mesures, est ambigu : bien que toutes ses notes soient tirées de la triade de mi mineur, l'accentuation sur le sol laisse penser que la fugue est dans la tonalité de sol majeur (relatif majeur de mi mineur). Il débute sur une syncope (le « et » du premier temps), ce qui contribue à perdre l'auditeur. Jankélévitch y voit « un grêle badinage » et « un plaisant dialogue ».
ForlaneLe pape Pie X, jugeant le tango licencieux, avait jugé bon de remettre sur le devant de la scène cette ancienne danse vénitienne, apparaissant au début du XVIIe siècle. Dans cet article figurait une transcription de la Forlane du 4e concert royal de François Couperin, dont Ravel s'est probablement inspiré, comme le laissent penser certains rythmes ou mouvements de basse communs aux deux œuvres.
Rigaudon
Menuet
Toccata

## Adaptation pour orchestre symphonique
Quatre de ces pièces (Prélude, Forlane, Menuet et Rigaudon) furent ensuite orchestrées par Maurice Ravel lui-même en 1919 et jouées pour la première fois le 28 février 1920 (durée environ 16 minutes). Écrit pour petit orchestre symphonique, le Tombeau de Couperin est un chef-d'œuvre d'orchestration[non neutre], proche du concerto pour orchestre tant les parties individuelles sont solistiques, particulièrement celle du 1er hautbois. Pour Roland-Manuel, « le Tombeau de Couperin est un délicieux tableau de chevalet. Il tiendrait peu de place dans l'œuvre de Ravel, n'était le prodige de son orchestration, accompli deux ans plus tard ».
| Instrumentation du Tombeau de Couperin                                                                              |
| Cordes |
| Violons I, Violons II, Altos, Violoncelles, Contrebasses, Harpe.                                                    |
| Bois |
| 2 flûtes, l'une jouant du piccolo 2 hautbois, l'un jouant du cor anglais, 2 clarinettes en La et en Sib, 2 bassons. |
| Cuivres |
| 2 cors en Fa, 1 trompette en Ut,                                                                                    |

Ami de Ravel, Lucien Garban, travaillant sous le pseudonyme de Roger Branga (1877-1959), est l'auteur d'une version pour petit orchestre avec un conducteur piano, composée des Prélude, Menuet et Rigaudon. Il avait dès 1919 transcrit la suite complète pour piano à quatre mains.
David Diamond a orchestré le deuxième mouvement, Fugue, tandis que le pianiste et chef d'orchestre hongrois Zoltán Kocsis a offert sa propre version de la Fugue et de la Toccata. Cependant, ici la Toccata est écrite pour grand orchestre, tandis que la Fugue est réservée aux vents.
La version du Tombeau enregistrée par Vladimir Ashkenazy et l'orchestre symphonique de la NHK (2003) est celle du pianiste et compositeur britannique Michael Round (1991). Elle utilise une importante section de percussions.
En 2013, le compositeur britannique Kenneth Hesketh a orchestré la Fugue et la Toccata avec la même orchestration que celle de la suite orchestrale originale en quatre mouvements.
Quatre mouvements (Prélude, Fugue, Menuet et Rigaudon) ont été arrangés pour quintette à vent par le corniste américain Mason Jones (1919-2009, voir Wikipédia en anglais).
Parmi les autres versions, deux pour quintette à vent ont été transcrites par le compositeur danois Hans Abrahamsen et, d'autre part, par l'américain Gunther Schuller.
Le Tombeau de Couperin est enfin un ballet conçu par George Balanchine sur la musique de Ravel (orchestration du compositeur) et créé le 29 mai 1975 au Lincoln Center.